# Eva Holubová

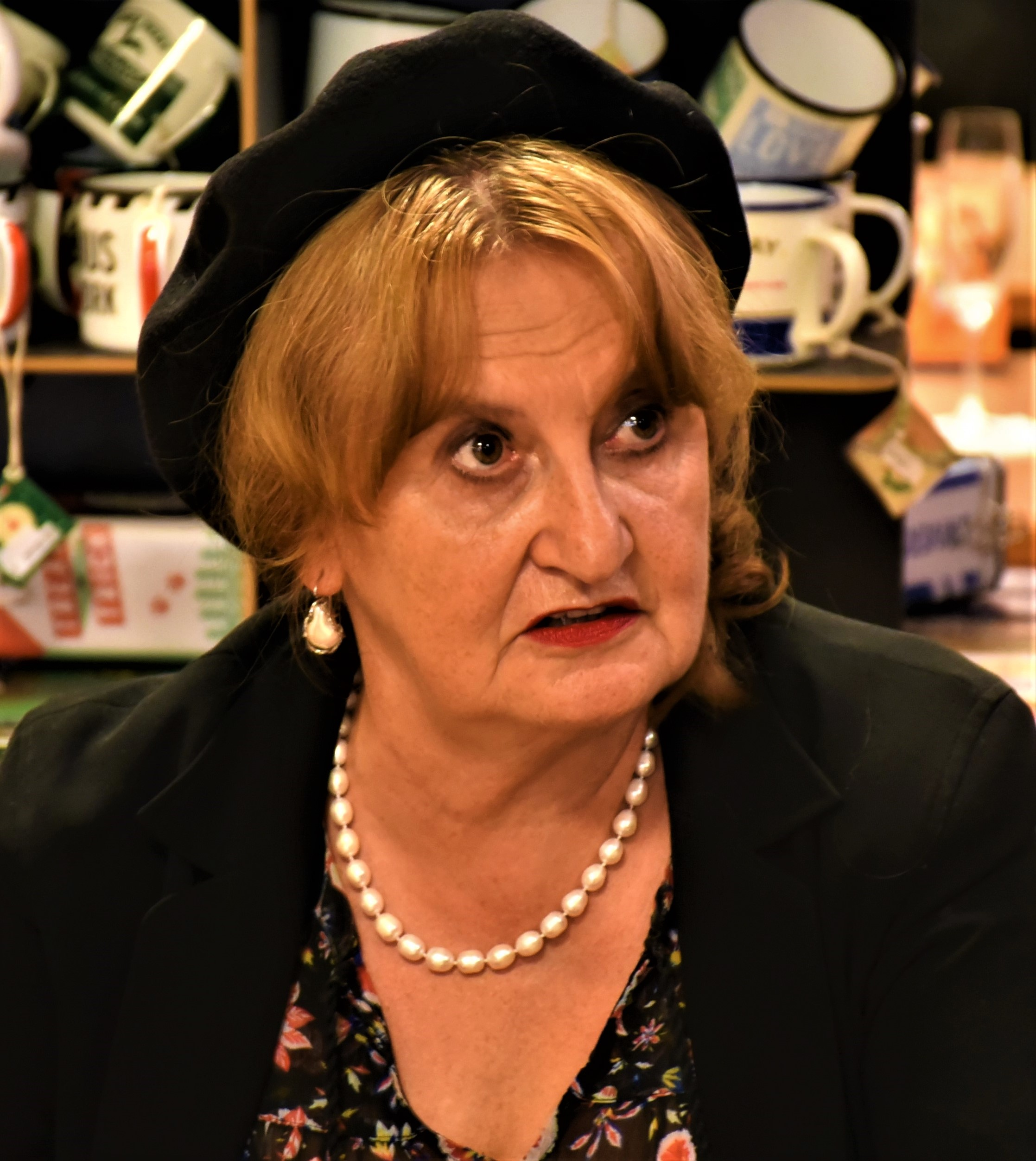
Eva Holubová im Jahr 2019

Eva Holubová (* 7. März 1959 in Prag, Tschechoslowakei) ist eine tschechische Schauspielerin.

## Leben
Eva Holubová wurde 1959 in Prag geboren und begann früh in verschiedenen Theatergruppen zu spielen. Sie war keine sehr gute Schülerin und hat nach dem Abitur in verschiedenen Berufen gearbeitet, so als Kindergärtnerin und Angestellte im Gesundheitswesen. Sie schaffte es 1981 erst im dritten Versuch, an der Theaterfakultät der Akademie der Musischen Künste in Prag (DAMU) zum Schauspielstudium zugelassen zu werden. Dort lernte sie andere Künstler kennen, die ihre Entwicklung beeinflussten, unter anderem Karel Roden und Ivana Chýlková. 1986 machte sie ihren Abschluss und spielte anschließend in einigen Avantgarde-Theatern. Nach der politischen Wende ging sie an das Divadlo na tahu und von 1995 bis 2002 hatte sie ein Engagement am Divadlo Na zábradlí. Seitdem hat sie Gastspiele an verschiedenen Prager Theatern.
Holubová spielte in mehreren Filmen zunächst kleinere Rollen und erst Ende der 1990er Jahre kamen dann erfolgreichere Charakterrollen. Für ihre Rolle in dem Film Ene bene aus dem Jahr 2000 wurde sie im darauffolgenden Jahr mit dem Český lev („Böhmischer Löwe“) als Beste Nebendarstellerin ausgezeichnet.

## Filmografie
- 1991: Die Volksschule (Obecná škola)
- 1999: Kuschelnester (Pelíšky)
- 2000: Ene bene
- 2016: Wasteland – Verlorenes Land (Pustina)
- 2024: Gump – jsme dvojka

## Auszeichnungen
- 2001: Český lev – Beste Nebendarstellerin (in dem Film Ene bene)[3]